# Хаджи-Димитр
Хаджи-Димитр (болг. Хаджи Димитър) — село в Болгарии. Находится в Добричской области, входит в общину Каварна. Население составляет 109 человек.
Названо в честь Хаджи Димитра (1840—1868), болгарского национального героя, гайдука, революционера, воеводы, участника национально-освободительной борьбы болгарского народа против османского ига.

## Политическая ситуация
Хаджи-Димитр подчиняется непосредственно общине и не имеет своего кмета.
Кмет (мэр) общины Каварна — Цонко Здравков Цонев (независимый) по результатам выборов в правление общины.